# Chatham Light
Das Chatham Light ist ein historischer Leuchtturm in Chatham im Bundesstaat Massachusetts der Vereinigten Staaten. Das Bauwerk wurde 1987 im Rahmen der Multiple Property Submission Lighthouses of Massachusetts MPS in das National Register of Historic Places eingetragen und ist Contributing Property des Old Village Historic District.

## Geschichte
Bereits im 19. Jahrhundert gab es einen intensiven Schiffsverkehr am Cape Cod. Die Gewässer bei Chatham waren aufgrund von Untiefen und starker Strömung besonders gefährlich. Im April 1806 bewilligte der Kongress der Vereinigten Staaten 5000 US-Dollar (heute ca. 114.000 Dollar) und 1808 weitere 2000 Dollar (heute ca. 45.000 Dollar) zur Errichtung eines zweiten Leuchtturms in Chatham zusätzlich zum bereits bestehenden Monomoy Point Light. Um sich vom Highland Light zu unterscheiden, wurde entschieden, zwei achteckige, 40 ft (12,2 m) hohe Holztürme in einer Entfernung von rund 70 ft (21,3 m) zueinander mit weißem Dauerlicht zu errichten. US-Präsident Thomas Jefferson ernannte Samuel Nye zum ersten Leuchtturmwärter des Chatham Light.
Nachdem bereits 1838 deutliche Verschleißerscheinungen zu erkennen waren, wurden die Türme 1841 für 6750 Dollar (heute ca. 216.000 Dollar) aus Ziegelsteinen mit einer Höhe von 30 ft (9,1 m) neu errichtet. 1875 zählte der Leuchtturmwärter insgesamt 16.000 Schiffe, die an den Türmen vorbeifuhren. 1877 standen die beiden Türme aufgrund fortgeschrittener Bodenerosion nur noch 48 ft (14,6 m) von den Klippen entfernt, weshalb die alten Bauwerke abgerissen und weiter im Landesinneren durch zwei neue, 48 ft (14,6 m) hohe Leuchttürme aus Gusseisen ersetzt wurden.
Die Erosion der Küste schritt weiter fort, sodass der südliche Turm am 30. September 1879 nur noch 27 in (685,8 mm) von den Klippen entfernt stand. Am 15. Dezember 1879 stürzte er schließlich um 13 Uhr auf den darunterliegenden Strand. 1939 wurde der verbliebene Turm elektrifiziert und in seiner Leistung von 30.000 auf 800.000 Kerzenstärken erhöht. 1969 wurde die bisherige Fresnel-Linse durch eine moderne Optik ersetzt, die eine Leuchtkraft von 2,8 Mio. Kerzenstärken aufweist. In diesem Zuge wurde auch ein neues Feuerhaus installiert. Nach der Automatisierung 1982 folgte eine weitere Erneuerung der Optik im August 1993 durch sogenannte aerobeacons des Typs DCB-224.
Der Leuchtturm wurde am 15. Juni 1987 unter der Nummer 87001501 in das National Register of Historic Places eingetragen und dort am 17. Dezember 2001 als Contributing Property des Old Village Historic District eingestuft.

## Architektur und Technik
Das 48 ft (14,6 m) hohe Chatham Light besteht aus Gusseisen und steht auf einem Betonfundament. Der Leuchtturm sendet einen Lichtblitz mit 0,1 Sekunden Dauer aus, gefolgt von 2 Sekunden Dunkelphase, gefolgt von einem Lichtblitz mit 0,1 Sekunden Dauer, gefolgt von 7,8 Sekunden Dunkelphase. Die weißen Lichtblitze haben eine Reichweite von 24 sm (44,4 km).